# Las Sinsombrero
Las Sinsombrero (les « Sans-chapeau ») est un groupe d'artistes espagnoles d'avant-garde des années 1920, considéré comme le pendant féminin de la Génération de 27 et perçu aujourd'hui comme l'un des mouvements précurseurs des droits des femmes en Espagne.

## Origine du nom
Le nom de ce courant artistique provient du geste d'ôter son chapeau en public, marqueur social et de genre, à la suite d'un épisode du Madrid des années 1920 à la Puerta del Sol, évoqué par Maruja Mallo, l'une des fondatrices du groupe : 

« Tout le monde portait un chapeau, c’était quelque chose comme un marqueur de différence sociale. Mais, un beau jour, il nous prit, à Federico, à Dalí, à Margarita Manso, étudiante elle aussi, et à moi, d’enlever notre chapeau, et quand nous avons traversé la Puerta del Sol, [les gens] nous jetaient des pierres, en nous traitant de tous les noms, comme si nous avions fait une découverte, comme Copernic ou Galilée. C’est pour cela qu’ils nous insultaient, parce qu’ils pensaient que se dépouiller de son chapeau était comme une manifestation qui ne convenait pas à notre sexe. »

— Patricia Mayayo - Université Autonome de Madrid.
Dans le contexte de la dictature de Miguel Primo de Rivera, ce geste symbolise la rébellion à l'ordre établi, spécialement pour les femmes. Ôter le chapeau correspond ici à abandonner le corset, symbole de la lutte des droits des femmes et de la volonté de ne pas se cantonner au rôle d'épouse et de mère.

## Histoire
Après le traumatisme de la perte de ses dernières colonies (Cuba, Philippines et Porto Rico), l'Espagne plonge dans une profonde crise nationale qui appelle à de grands changements économiques, politiques et intellectuels. La question féminine, mise en exergue par le rôle des femmes en Europe durant la Grande Guerre, fait partie du débat de cette nouvelle Espagne. 
Dans ce contexte sont effectivement apparus les mouvements féministes et suffragistes. La demande de participation des femmes à la vie publique, économique, scientifique, sociale, intellectuelle et artistique s'intensifie, avec l'engagement de personnalités telles que l'avocate Concepción Arenal, la pédagogue Juana Whitney, la journaliste Dolors Monserdà, ou encore la musicienne révélée par Victor Hugo, Clotilde Cerdà, militante contre l'esclavage, et l'écrivaine Aurora Beltrana, grande voyageuse, qui ouvrent la Catalogne aux enjeux sociétaux et géopolitiques contemporains.   
Au niveau artistique, Las Sinsombrero sont le fer de lance de ce processus, comme le sont les femmes de la Génération de 14 dans la vie publique, avec des personnalités comme Clara Campoamor, Victoria Kent ou Carmen de Burgos.  
Bien qu'elles soient très différentes les unes des autres, les membres de Las Sinsombrero se retrouvent dans beaucoup d'aspects. Les relations entre elles sont très étroites, s'étendant même à des femmes de la génération précédente, pour s'unir dans une lutte commune. Elles se retrouvent dans de nombreuses réunions et publications. Ainsi, dans la presse, les journaux la Revista de Occidente ou La Gaceta Literaria, deviennent des points d'échanges culturels. Les nouveaux lieux madrilènes féministes, comme la Residencia de Señoritas, le Lyceum Club Femenino ou l'Asociación Española de Mujeres Universitarias, ainsi qu'à Barcelone au Lyceum Club animé par la musicienne Aurora Bertrana, permettent d'échanger et de défendre l'égalité des droits. 
Las Sinsombrero revendiquent un rôle individuel, mais également une influence sur la vie qui les entoure. Elles écrivent, participent aux rencontres culturelles et revendiquent la féminisation en demandant l'emploi, par exemple, des termes de autora (auteure), escritora (écrivaine), pintora (peintre) et les imposant définitivement dans la langue espagnole académique. Elles représentent un profil féminin moderne et émancipé. Elles sont indépendantes, intellectuelles, peuvent fumer : des traits auparavant réservés aux hommes. 
L'Espagne devient ainsi moteur de cette aspiration féminine en Europe, réaffirmée et soutenue dès la proclamation de la République en 1931. 
La Guerre d'Espagne brise cet élan. En 1939, l'avancée des nationalistes met un terme aux volontés féministes et la dictature de Franco entraîne un recul considérable par rapport aux avancées obtenues les décennies précédentes, consacrées par la République espagnole. Les femmes du groupe Las Sinsombrero sont contraintes à l'exil, en Amérique et en Europe, dans des pays où elles peuvent être libres. Celles qui n'ont pas pu fuir subissent les représailles de l'épuration franquiste et le silence intellectuel.

## Postérité

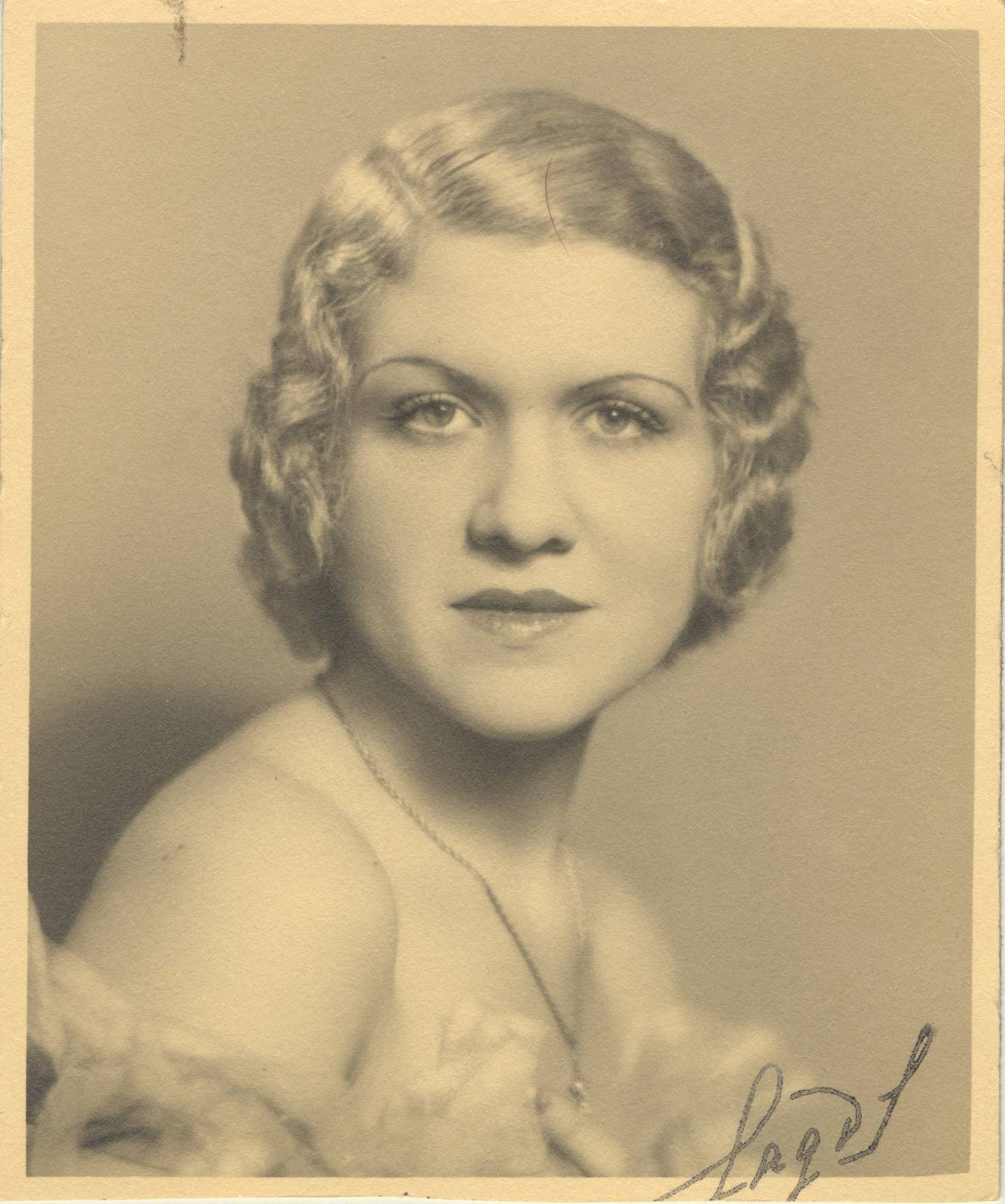
Josefina de la Torre (1907-2002), figure du mouvement des Las Sinsombrero.

La dictature franquiste a passé sous silence l'histoire des Sinsombrero et de l'histoire des femmes en général. Les parcours de ces femmes bénéficie d'un regain d'intérêt dans la période contemporaine. Ainsi, Pepa Merlo publie en 2010 Peces en la tierra (Fondation José Manuel Lara), une anthologie poétique des artistes les plus connues de cette génération, de la fin du XIXe siècle à la guerre d'Espagne : Gloria de la Prada, Margarita Nelken, Lucía Sánchez Saornil, Clementina Arderiu, Dolors Catarineu, Casilda de Antón del Olmet, María Luisa Muñoz de Vargas, Cristina Arteaga, Pilar de Valderrama, Concha Espina, Susana March, Elisabeth Mulder, María Teresa Roca de Togores, Rosa Chacel, María Cegarra, Josefina Romo Arregui, Josefina Bolinaga, Esther López Valencia, Marina Romero et Margarita Ferreras, dont le livre inspire le titre de l'anthologie. 
La série télévisée espagnole Le Ministère du temps consacre son épisode 18 à la récupération de la mémoire de ces femmes, dont l’œuvre et le message ont été censurés par la dictature franquiste.
Une autre série célèbre, les Demoiselles du téléphone évoque également cette part de l'histoire des femmes en Espagne d'avant la République.
En 2015, un film documentaire consacré au groupe est diffusé sur la télévision espagnole, où apparaissent notamment Maruja Mallo et Concha Méndez.
En 2016, Tània Balló Colell a édité un livre et un documentaire à propos de ce mouvement important de l'histoire des droits des femmes en Europe.

## Membres notables
- Maruja Mallo (1902-1995), peintre
- Rosario de Velasco (1904-1991), peintre
- Marga Gil Roësset (1908-1932), sculptrice, illustratrice et poétesse
- María Zambrano (1904-1991), philosophe
- María Teresa León (1903-1988), journaliste et dramaturge
- Josefina de la Torre (1907-2002), poétesse
- Rosa Chacel (1898-1994), journaliste et romancière
- Ernestina de Champourcín (1905-1999), poétesse
- Concha Méndez (1898-1986), poétesse et dramaturge
- Margarita Manso (1908-1960), peintre
- Delhy Tejero (1904- 1968), peintre et illustratrice
- Angeles Santos Torrolella (1911-2013), peintre et artiste graphique
- Concha de Albornoz (1900-1972), intellectuelle féministe
- Luisa Carnés (1905-1964), journaliste et écrivaine.